# Kurt Wolff Stiftung

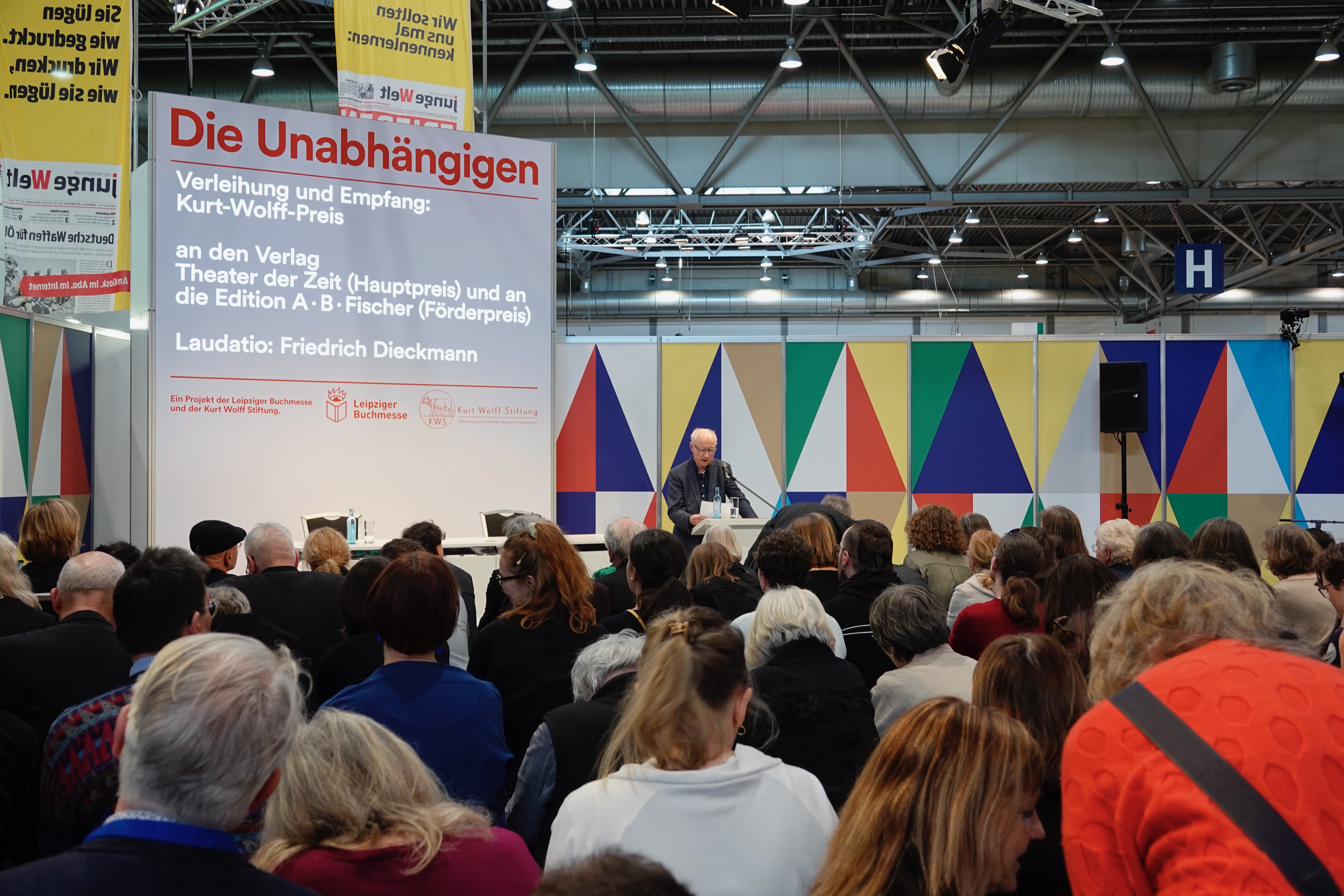
Kurt-Wolff-Preis 2025 – Am Podium Friedrich Dieckmann

Die gemeinnützige Kurt Wolff Stiftung zur Förderung einer vielfältigen Verlags- und Literaturszene, kurz Kurt Wolff Stiftung, versteht sich als Interessenvertretung unabhängiger deutscher Verlage. Sie ist nach dem deutschen Verleger Kurt Wolff benannt und hat ihren Sitz im  „Haus des Buches“ in Leipzig. Die Stiftung wurde am 17. Oktober 2000 von Verlegern und dem damaligen Beauftragten der Bundesregierung für Kultur und Medien, Michael Naumann, gegründet. Sie wird unterstützt mit Fördermitteln des Börsenvereins des Deutschen Buchhandels, der Bundesregierung, des Freistaates Sachsen und der Stadt Leipzig. Ihr Anliegen verwirklicht sie unter anderem durch die regelmäßige Vergabe des Kurt-Wolff-Preises.

## Struktur

### Vorstand
Die Amtszeit des Vorstands beträgt laut Satzung drei Jahre. Im Jahr 2021 wurde ein neuer Vorstand bestellt:
- Vorsitzende: Katharina Eleonore Meyer (Merlin Verlag)
- Sarah Käsmayr (Maro Verlag)
- Daniel Beskos (mairisch Verlag)

### Kuratorium
Mitglieder des Kuratoriums sind (Stand: 30. Oktober 2023) folgende Personen:
- Vorsitzende: Annegret Schult (Buchhandlung Das Buch, Hamburg-Eppendorf)
- Ulrich von Bülow (Leiter des Archivs im Deutschen Literaturarchiv Marbach)
- Mara Delius – (Herausgeberin Die literarische Welt)
- Matthies van Eendenburg Rechtsanwalt
- Nadine Meyer (Deutsche Akademie für Sprache und Dichtung)
- Nina Wehner (Buchhändlerin)
- Korinna Weichbrodt (als Vertreterin der Beauftragten der Bundesregierung für Kultur und Medien)
- Erdmut Wizisla (Archiv der Akademie der Künste, Leiter Walter Benjamin Archiv und Bertolt-Brecht-Archiv)

### Unterstützer
Folgende Verlage, Unternehmen und Institutionen haben die Arbeit der Stiftung in den Jahren 2017 und 2018 finanziell unterstützt (Stand November 2018):
- Aisthesis Verlag
- Alexander Verlag Berlin
- Alfred Kröner Verlag
- Argument Verlag
- Arno Schmidt Stiftung
- Beauftragte der Bundesregierung für Kultur und Medien
- be.bra verlag
- Berenberg Verlag
- binooki Verlag
- Börsenverein des Deutschen Buchhandels
- Cass Verlag[6]
- Ch. Links Verlag
- Connewitzer Verlagsbuchhandlung
- Conte Verlag
- Edition Contra-Bass
- CulturBooks
- Drachenhaus Verlag
- ebersbach & simon
- Edition A.B. Fischer[7]
- Verlag Edition AV
- Edition Azur
- edition.fotoTAPETA[8]
- Edition Fünf
- edition karo
- Edition Nautilus
- Edition Tiamat
- Elfenbein Verlag
- Friedrich Pustet KG
- Größenwahn Verlag
- Guggolz Verlag
- Homunculus Verlag
- Klöpfer & Meyer Verlag
- Konkursbuch Verlag
- Kunstanstifter Verlag[9]
- Leipziger Literaturverlag[10]
- Leipziger Messe GmbH
- Lilienfeld Verlag[11]
- Little Tiger Verlag
- Lukas Verlag
- mairisch Verlag
- Männerschwarm Verlag
- MaroVerlag
- Matthes & Seitz Berlin
- Mehring Verlag
- Merlin Verlag
- Merve Verlag
- Mitteldeutscher Verlag GmbH
- Mixtvision Verlag
- Open House Verlag
- PalmArtPress
- Pendragon Verlag
- Peter Hammer Verlag
- poetenladen
- Prolit Verlagsauslieferung[12]
- Reprodukt
- Satyr Verlag
- Schöffling Verlag
- Schüren Verlag
- Starfruit Publications
- SuKuLTuR
- Theater der Zeit
- Transit Verlag
- Ulrike Helmer Verlag
- Verlag Antje Kunstmann
- Verlag Das Wunderhorn
- Verlag Klaus Wagenbach
- Verlag Schöffling & Co.
- Verlag Vorwerk 8
- Verlag Westfälisches Dampfboot
- Wallstein Verlag
- Wehrhahn Verlag
- Weidle Verlag
- Weissbooks.w
- zu Klampen Verlag

### Freundeskreis
Folgende Verlage sind Mitglied des Freundeskreises (Stand November 2022):
- Aisthesis Verlag
- Alexander Verlag Berlin
- Argument Verlag mit Ariadne
- Ariella Verlag
- AvivA Verlag
- be.bra verlag
- Berenberg Verlag
- Bertz + Fischer Verlag
- Büchner-Verlag
- ça ira-Verlag
- Cass Verlag
- Connewitzer Verlagsbuchhandlung
- Conte Verlag
- CulturBooks
- Dağyeli Verlag
- danube books Verlag
- DerDiwan
- Dieterich’sche Verlagsbuchhandlung
- Distel Literatur Verlag[14]
- Drachenhaus Verlag
- E.A. Seemann Henschel
- ebersbach & simon
- Edition A.B. Fischer
- Edition Bracklo[15]
- Edition Converso
- Edition Faust
- edition.fotoTAPETA
- Edition Fünf
- Edition Karo
- Edition Nautilus
- Edition Orient
- Edition Rugerup
- Edition Temmen
- Edition Tiamat
- Elfenbein Verlag
- Elif Verlag[16]
- Elsinor Verlag
- Exil Verlag Edita Koch[17]
- Faber & Faber
- Frankfurter Verlagsanstalt
- Friedenauer Presse
- Frohmann Verlag
- Guggolz Verlag
- Hentrich & Hentrich Verlag
- hochroth
- Homunculus Verlag
- Jupitermond Verlag
- Kanon Verlag
- Killroy Media
- Kindermann Verlag
- Kleinheinrich
- Klett Kinderbuch Verlag[18]
- Konkursbuch Verlag
- Korbinian Verlag
- Kröner Verlag
- Kulturverlag Kadmos
- Kunstanstifter Verlag
- Kupido Literaturverlag
- Leipziger Literaturverlag
- Lilienfeld Verlag
- L&H Verlag[19]
- Lukas Verlag
- Männerschwarm Verlag
- mairisch Verlag
- März Verlag
- MaroVerlag
- Matthes & Seitz Berlin
- Mehring Verlag
- Mentor Verlag
- Merlin Verlag
- Mirabilis Verlag
- mikrotext
- Mitteldeutscher Verlag
- Mixtvision Verlag
- MONS Verlag
- Neofelis Verlag
- Open House Verlag
- Orlanda Buchverlag
- Osburg Verlag
- P. Kirchheim Verlag
- PalmArtPress
- Pendragon Verlag
- Peter Hammer Verlag
- Poetenladen Verlag
- Querverlag
- Reprodukt
- Satyr Verlag
- Schöffling Verlag
- Schreibheft
- Schüren Verlag
- Secession Verlag
- Speak Low
- Starfruit Publications
- Stroux Edition
- SuKuLTuR
- Theater der Zeit
- Trabanten Verlag
- Transit Buchverlag
- Ulrike Helmer Verlag
- Unrast Verlag
- Verbrecher Verlag
- Verlag Antje Kunstmann
- Verlag Das Kulturelle Gedächtnis[20]
- Verlag Das Wunderhorn
- Verlag Dreiviertelhaus
- Verlag Edition AV
- Verlag für Berlin-Brandenburg
- Verlag Hermann Schmidt
- Verlag Klaus Wagenbach
- Verlagshaus Berlin
- Verlag Vittorio Klostermann
- Verlag Voland & Quist
- Verlag Westfälisches Dampfboot
- Volk Verlag
- VSA: Verlag
- Wallstein Verlag
- Wehrhahn Verlag
- Weidle Verlag
- w_orten und meer Verlag
- zu Klampen Verlag

## Kurt-Wolff-Preis
Mit dem Kurt-Wolff-Preis zeichnet die Stiftung in Deutschland ansässige, unabhängige Verlage aus, die erwähnenswerte Programme haben oder einen besonderen Beitrag zur Vielfalt der Literatur leisten. Der Hauptpreis ist seit 2020 mit 35.000 Euro dotiert, der Förderpreis mit 15.000 Euro. Die Preise werden alljährlich auf der Leipziger Buchmesse verliehen. 2010 wurde mit Klaus Wagenbach erstmals ein Verleger für sein Lebenswerk ausgezeichnet; 2019 bzw. 2022 folgten mit Andreas J. Meyer bzw. Antje Kunstmann zwei weitere personenbezogene Ehrungen.

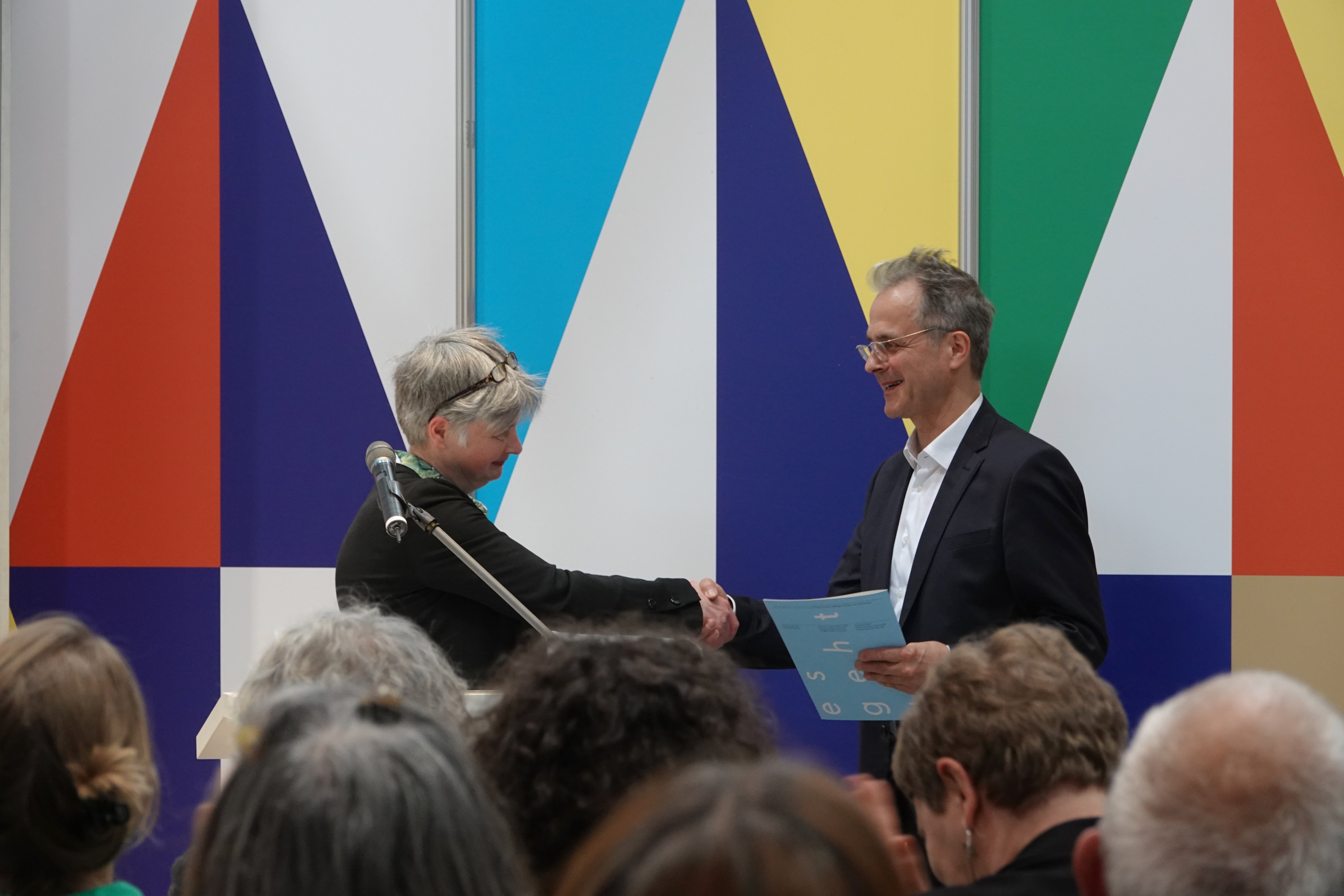
Kurt-Wolff-Preis 2023:  Alexander Wewerka (Alexander Verlag)
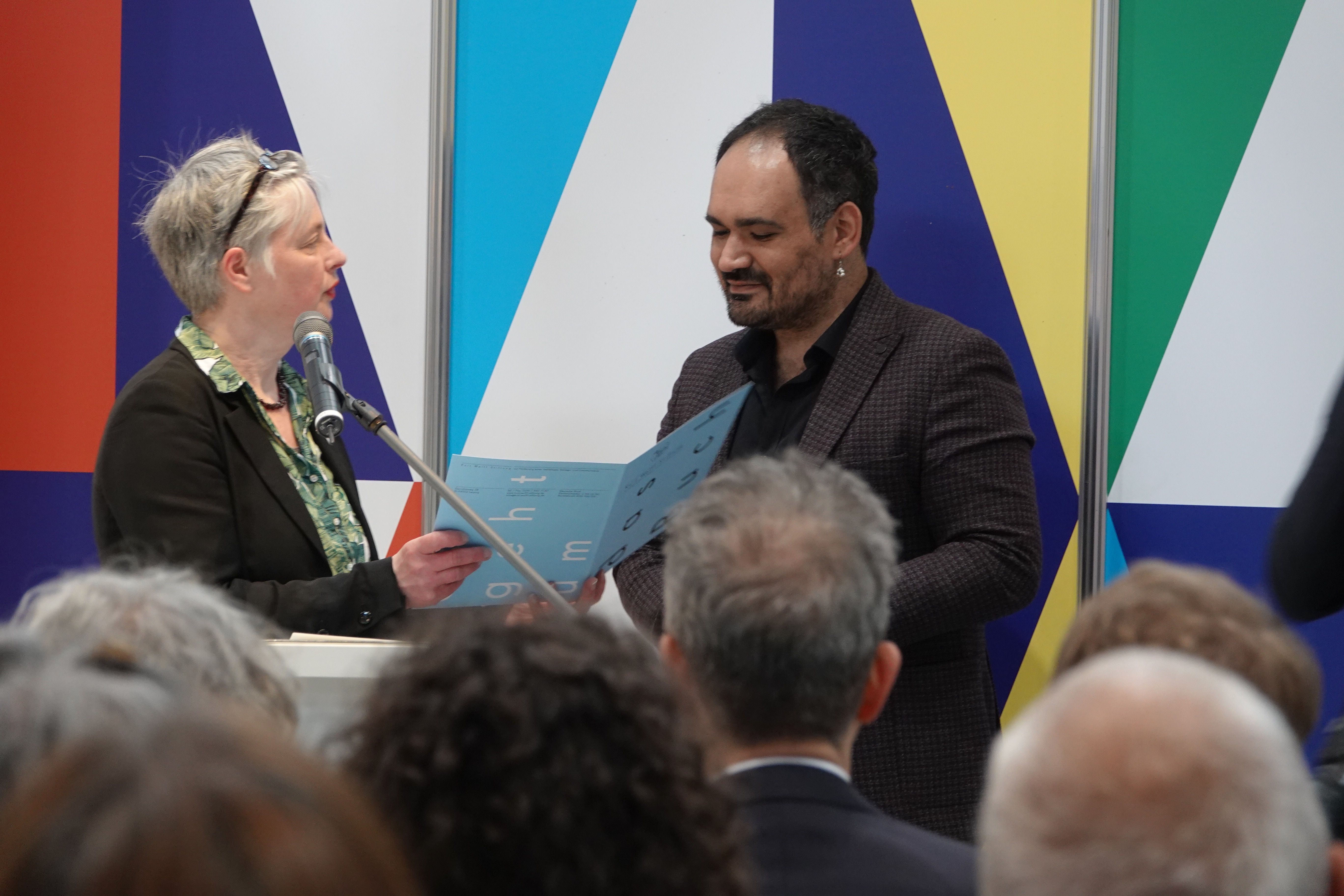
Kurt-Wolff-Förderpreis 2023: Dinçer Güçyeter (ELIF-Verlag)
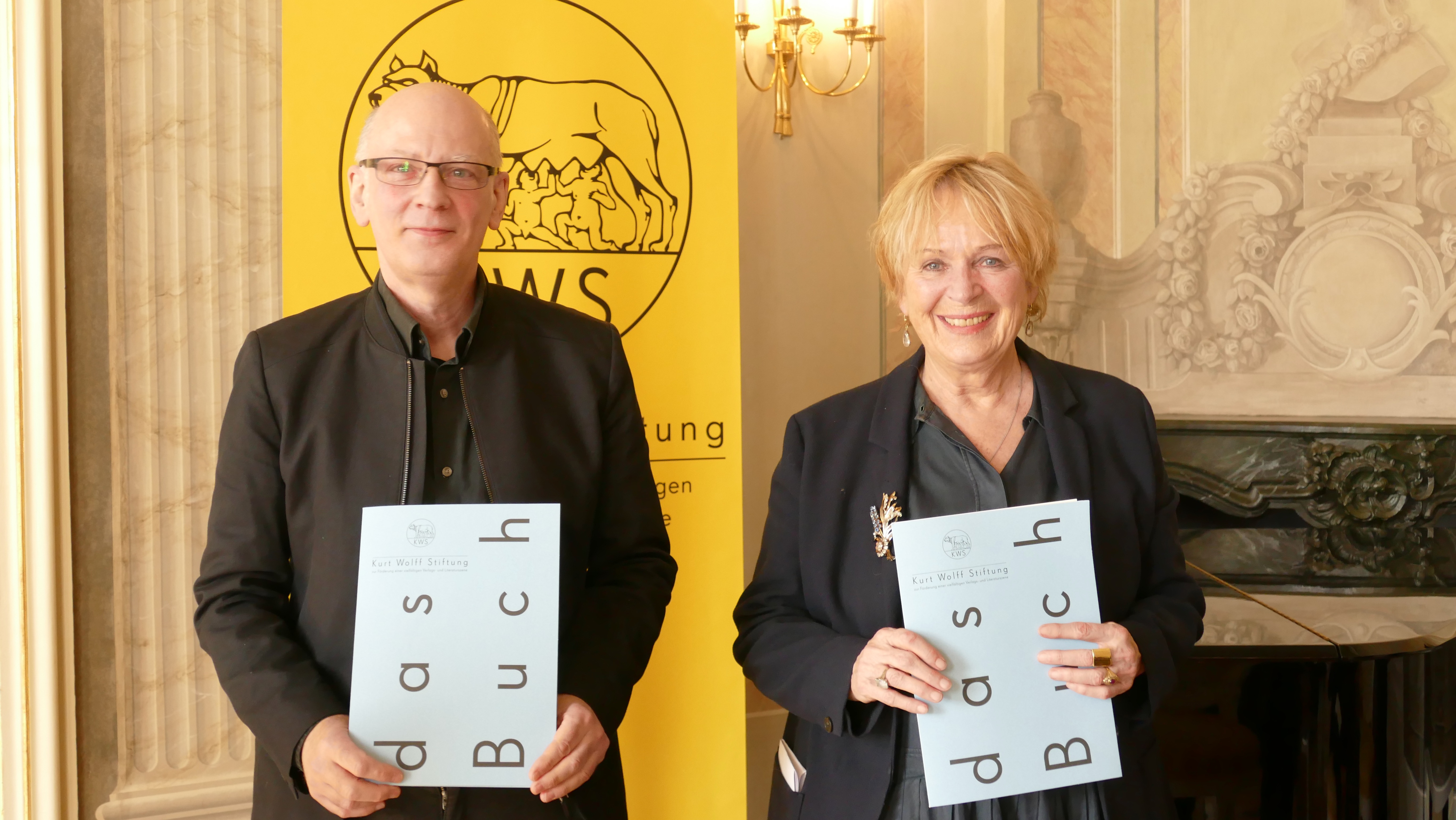
Preisträger 2022: Antje Kunstmann (Hauptpreis) und  Andreas Heidtmann (Förderpreis)
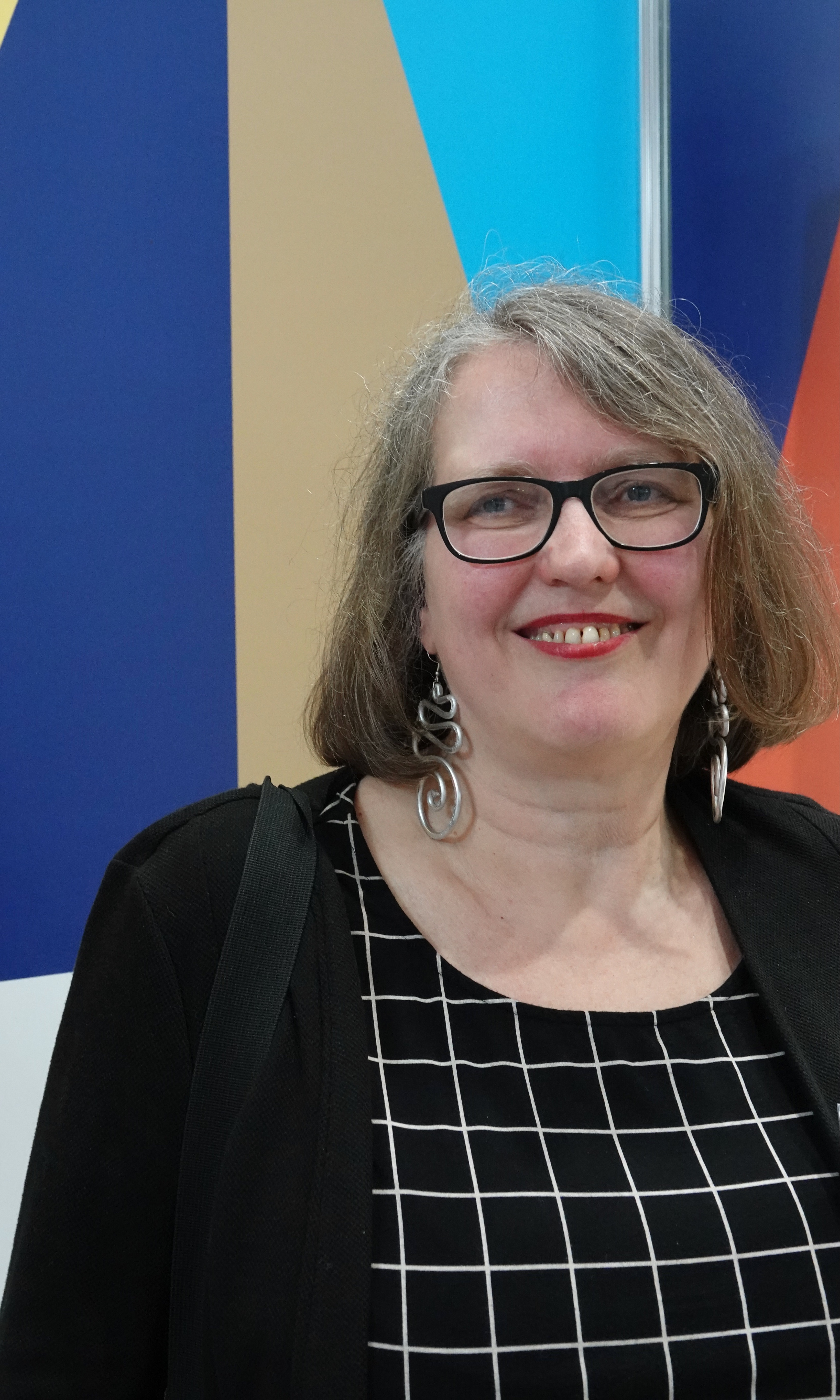
2024 Britta Jürgs (Aviva-Verlag)
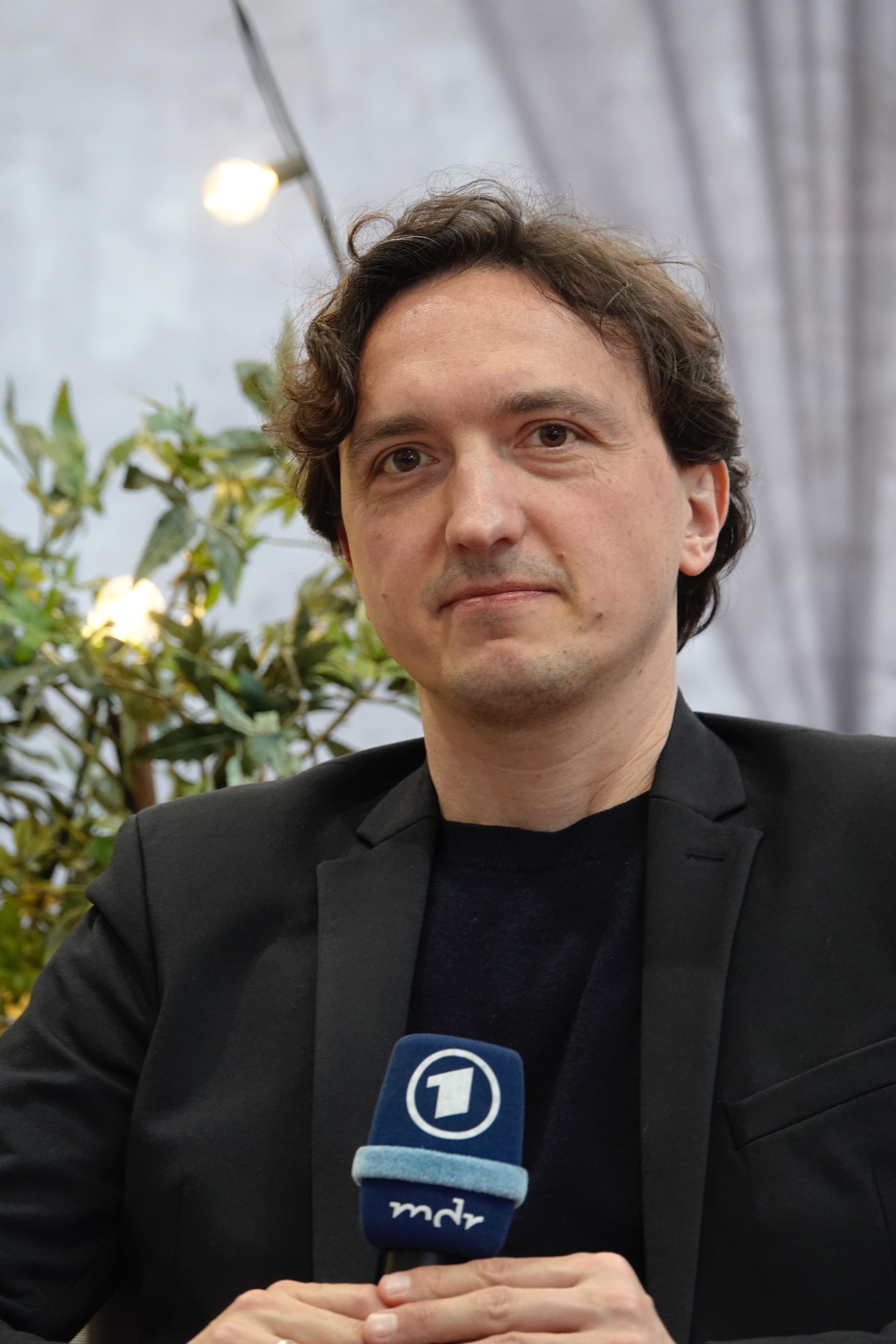
Paul Tischler Hauptpreis 2025 (Verlag Verlag Theater der Zeit)
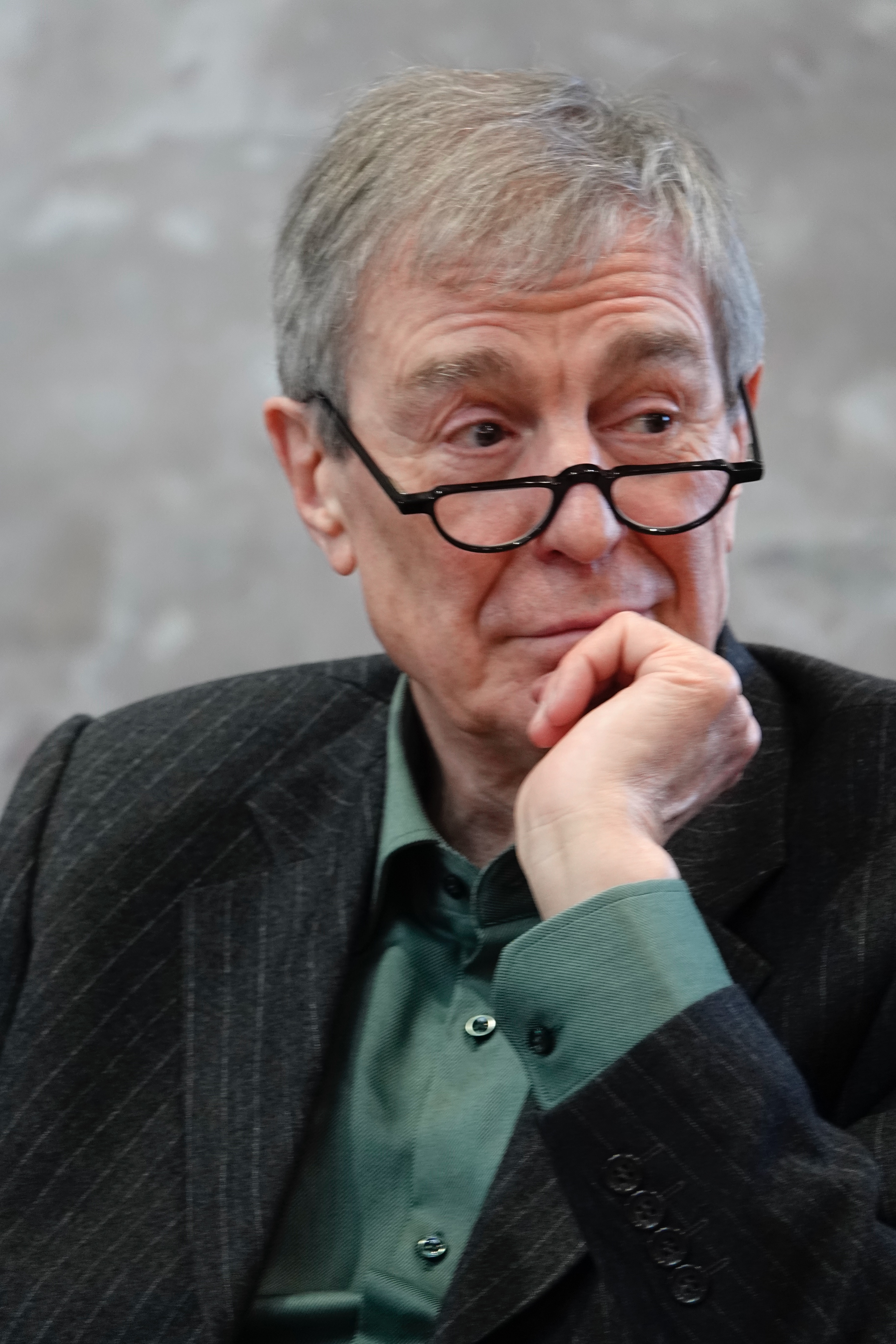
Bernd Fischer, Förderpreis 2025 (Verlag A.B.Fischer)

Preisträger
- 2001: Merve Verlag, Berlin; Förderpreis: Literaturzeitschrift Schreibheft, Essen
- 2002: Maro Verlag, Augsburg; Förderpreis: P. Kirchheim Verlag, München
- 2003: Verlag Neue Kritik, Frankfurt; Förderpreis: Verlag Brinkmann & Bose, Berlin
- 2004: Edition Nautilus, Hamburg; Förderpreis: supposé, Köln
- 2005: Weidle Verlag, Bonn; Förderpreis: Lehmstedt Verlag, Leipzig
- 2006: Friedenauer Presse, Berlin; Förderpreis: kookbooks, Idstein
- 2007: Stroemfeld Verlag, Frankfurt & Basel; Förderpreis: Urs Engeler Editor, Basel & Weil am Rhein
- 2008: Matthes & Seitz, Berlin; Förderpreis: Verlag Ulrich Keicher, Leonberg-Warmbronn
- 2009: Peter Hammer Verlag, Wuppertal; Förderpreis: Wehrhahn Verlag, Hannover
- 2010: Klaus Wagenbach und der Verlag Klaus Wagenbach, Berlin; Förderpreis: Voland & Quist, Dresden
- 2011: Transit Buchverlag, Berlin; Förderpreis: Lilienfeld Verlag, Düsseldorf
- 2012: Das Wunderhorn, Heidelberg; Förderpreis: Bella triste, Hildesheim
- 2013: Wallstein Verlag, Göttingen; Förderpreis: Binooki Verlag, Berlin
- 2014: Verbrecher Verlag, Berlin; Förderpreis: mairisch Verlag, Hamburg
- 2015: Berenberg Verlag, Berlin; Förderpreis: Connewitzer Verlagsbuchhandlung, Leipzig[23]
- 2016: Ch. Links Verlag, Berlin; Förderpreis: Verlag Vorwerk 8, Berlin[24]
- 2017: Schöffling & Co., Frankfurt am Main; Förderpreis: Guggolz Verlag, Berlin[25]
- 2018: Elfenbein Verlag, Berlin; Förderpreis: Edition Rugerup, Berlin[26]
- 2019: Andreas J. Meyer (Merlin Verlag), Gifkendorf; Förderpreis: edition.fotoTapeta, Berlin
- 2020: Arco Verlag, Wuppertal; Förderpreis: Verlag Hentrich & Hentrich, Leipzig[27]
- 2021: Verlag Ulrich Keicher, Leonberg[28]; Förderpreis: Edition Converso, Bad Herrenalb
- 2022: Antje Kunstmann[29], München; Förderpreis: Verlag poetenladen, Leipzig
- 2023: Alexander Verlag Berlin; Förderpreis: Elif Verlag, Nettetal
- 2024: AvivA Verlag, Berlin; Förderpreis: mikrotext, Berlin
- 2025: Verlag Theater der Zeit, Berlin; Förderpreis: Edition A • B • Fischer, Berlin

## Publikationen
Seit 2006 veröffentlicht die Stiftung jährlich anlässlich der Frankfurter Buchmesse den Katalog Es geht um das Buch. Darin präsentieren rund einhundert unabhängige Verlage ihre Programme.